# Командування навчально-бойової підготовки (Хорватія)
Командування навчально-бойової підготовки сухопутних військ (хорв. Zapovjedništvo za obuku i doktrinu Hrvatske kopnene vojske) — структурний підрозділ сухопутних військ Хорватії, основна військово-навчальна організаційна одиниця хорватської армії, заснована в липні 2007 року зі штаб-квартирою в Осієку. Командувачем підрозділу з моменту його заснування був бригадний генерал Іван Юрич. Поточний командир — бригадир Дражен Батернек.

## Устрій
Командування складається з десятьох організаційних підрозділів. 
- Командний центр (Осієк)
- Командна рота (Осієк)
- Піхотний полк (Гашинці)
- Ракетно-артилерійський полк (Б'єловар)
- Зенітний полк (Задар)
- Інженерний полк (Карловаць) 
  - Річковий батальйон (Осієк)
- Полк матеріально-технічного забезпечення (Бенковаць)

Військові полігони
- Гашинці
- Імені Євгена Кватерника (Слунь)

Центри підготовки
- Центр базової підготовки (Пожега)
- Центр бойової підготовки (Слунь)
- Симуляційний центр (Лучко)
- Навчальний центр для міжнародних військових операцій (Ракитє)

Командний центр відповідає за безперебійне функціонування Командування. Те поділяється на чотири центри, через які виконуються його завдання. Центр базової підготовки у Пожезі займається вишколом призовників-добровольців, курсантськими відбірковими таборами, також проводить базовий курс розвитку командирських якостей, а його інструктори беруть участь і в інших навчальних завданнях Командування.
Центр бойової підготовки на військовому полігоні ім. Євгена Кватерника в Слуні має завдання проводити всі навчальні заходи та наглядати за вишколом підрозділів у бойових умовах із заняттями на місцевості. 
До складу Командування також входить Симуляційний центр. Він оснащений найкращою доступною системою моделювання JCATS.
У селищі Ракитє діє Навчальний центр для міжнародних військових операцій, який проводить серію курсів за програмами НАТО та ООН і є незамінним у підготовці вітчизняних та іноземних військовослужбовців до участі в міжнародних місіях. Ведеться інтенсивна робота з перетворення його на регіональний центр.
Окрім центру, у складі Командування є п'ять полків, які розгортають активний резерв хорватської армії, а саме: піхотний полк, артилерійсько-ракетний полк, інженерний полк, полк матеріально-технічного забезпечення та полк протиповітряної оборони. Їхнє завдання подвійне. Вони відповідають за проведення спеціалізованої підготовки та функціональних курсів, а також відають організацією та утриманням активного резерву.
Командуванню також належать військові полігони «Гашинці» та «Євген Кватерник» у Слуні. Крім управління ними, Командування дбає за їхній зовнішній вигляд, створює нову навчальну інфраструктуру та визначає, як її буде застосовано.